# 社会企业
社会企业（英文：social enterprise），簡稱社企，是从英国兴起的企业型態，目前并无统一的定义。概括而言，社会企业从事的是共益性事业，它透過社會創新以及市场机制来調動社會力量，将商业策略最大程度运用于改善人类和环境生存条件，而非为外在的利益相关者谋取最大利益。其投资主要用于企业本身或社会。与一般其他私有企业不同的是，它不只是为了股东或者企业的拥有者谋取最大的利润而運作。此概念于中国通常称“福利企业”。
社会企业的法人身分可以是營利性质的、也可以是非营利性质的，并且它的表现形式也可能是共同合作模式、成熟的组织构架、非独立实体、社会商业或慈善组织。
许多商业企业试图认为他们自己具有社會為目标，而对于这些目标的投入是以最终将其使企业获取更多财政价值为目的的。相反，社会企业的目的不是对投资者提供任何利益回报，除非是那些他们认为最终可以使他们实现社会和环境目标的部分。
由于社会企业概念的慈善性根源来自美国，同时伴随着在英国、欧洲和亚洲的共同发展，因此它具有混合的且有争议的社會關懷報告传承。 在美国，这个概念伴随着‘通过交易做慈善’，而非‘做慈善的同时做交易’。在其他国家，相比于慈善事业，更明显地侧重于社区组织、重要的且相互关系的民主控制。近几年，关于社会目的型商业的概念越来越多，它们以推行社会责任为目的，或是为慈善项目寻求基金。

## 各地区發展

### 中華民國（臺灣）
- 2014年由行政院頒布了社會企業行動方案[6]，並訂立該年為「社企元年」，以「調法規」、「建平台」、「籌資金」及「倡育成」四大面向，交付勞動部以及經濟部執行，預計於2016年底完成於全台育成100家社會企業、協助20家社會企業參與國際論壇等目標。
- 若水國際股份有限公司（页面存档备份，存于）是2007年由趨勢科技董事長張明正創立的全台首家社會企業，致力於運用最新科技開創商機，並為身障者創造工作機會，目前已培訓多位具有身障者身分的AI數據標註師。
- 众社會企業（页面存档备份，存于）是林崇偉在2015年辭去專任教職帶領學生創辦的，迄今獲國內外百餘個獎項，並按社企公司章程捐出年度淨利50％，持續推動身障團體的科技培力與社會參與。[7]

### 香港
- 香港社會企業總會 （页面存档备份，存于） 於2014年推行首個為香港社企而設的認證系統 SEE Mark 社企認證 （页面存档备份，存于），透過不同範疇評核社企，並認可其於設計、營運和提供服務方面的表現，從而令社企進一步發揮社會、經濟與環境的影響力。
- 香港社會創投基金（页面存档备份，存于） 是香港小數的民間社企基金，旨在運用專業界別的知識為社會企業提供慈善創投方面的支援，協助創新的社會企業在香港發展，解決各類緊迫的社會問題，推動社會進步。
- 歲閱悠遊是舉辦香港本土地道導賞團的社會企業，由大學生張昭瀛等人成立。公司透過伸手助人協會聘請65歲以上的長者，與大專生一同被培訓成為導賞員，帶領參加者從多角度感受社區文化，從而關懷長者及消除社會隔閡。[8]
- 大宝化妆品公司，是北京市的明星福利企业，其员工中35%为以聋哑人为主的残疾员工。该公司2008年已为美国强生公司收购。
- 全心庫予社會企業Social Enterprise計劃 （页面存档备份，存于） 是首個以推動特色社會企業的社企計劃，旨在鼓勵社會各界人士了解一些特色的社會企業，很多都是跟創造、文化藝術、關愛教育和義工服務推動有關的佼佼者。
- 影視明星曾志偉和戚美珍合作投資香港社會企業素食餐廳「樂農」[9][10]，並透過香港慈善機構「龍耳」聘請聾人[11]，主要目的是希望能幫助到社會上的一些弱勢社群，讓他們有機會就業謀生。

### 英國
- 大誌雜誌（The Big Issue）是由 John Bird 創辦，其經營模式是由街友販售雜誌再從中直接獲得利潤，主張街友自力更生而非等待施捨，他認為援助會使街友產生依賴，不能預防或解決問題。[12]

### 美國
- 人民運營商（以下簡稱TPO）從每位顧客的帳單中抽取10%捐贈給慈善機構或社會團體，消費者可以自由選擇捐贈對象。2014年1月20日，TPO正式宣布維基百科創辦人吉米·威爾斯擔任基金會聯合董事。[13]

## 外部連結
- 香港社會企業總會 （页面存档备份，存于）
- 社企認證 SEE Mark （页面存档备份，存于）
- 社会企业资源中心（页面存档备份，存于）
- 社會企業（页面存档备份，存于）
- 香港政府社會企業網站
- 社企流-台灣第一個華文社會企業資訊匯流平台（页面存档备份，存于）
- 全心庫予社會企業Social Enterprise計劃 （页面存档备份，存于）